# Eremasiomyia kamenevae
Eremasiomyia kamenevae är en tvåvingeart som beskrevs av Yu. G. Verves 1999. Eremasiomyia kamenevae ingår i släktet Eremasiomyia och familjen köttflugor. Inga underarter finns listade i Catalogue of Life.